# Delia rondanii
Delia rondanii este o specie de muște din genul Delia, familia Anthomyiidae. A fost descrisă pentru prima dată de Ringdahl în anul 1918. Conform Catalogue of Life specia Delia rondanii nu are subspecii cunoscute.